# 纥石烈志宁
纥石烈志宁（？—1172年），本名撒曷辇，纥石烈氏，兀术的女婿，金国大将，女真人，上京人。从五代祖先韩赤以来一直与皇族世代通婚。父撒八，海陵时赐名怀忠，为泰州路颜河世袭谋克，世袭猛安，曾当任为东平府尹、开远军节度使。金世宗初年和仆散忠义一起镇压契丹人移剌窝斡，任左副元帅驻守睢阳（今商丘市），大定三年进军宿州，击败宋朝李显忠、邵宏渊。宋金和议之后担任平章政事，最后官至右丞相，封爵金源郡王。

## 早期事件
纥石烈志宁少沉毅有大志，长大后娶了金梁王完颜宗弼的最喜爱的女儿永安县主，纥石烈志宁也成了完颜宗弼最喜爱的女婿。皇统年间（1141年－1149年），纥石烈志宁升为护卫。海陵王完颜亮登基之后，升为右宣徽使，出任汾阳军节度使，后来入主中枢为兵部尚书，改任左宣徽使，都点检，迁枢密使和开封府尹。

## 平定北方契丹大起义
完颜亮发动攻宋战役之后，北方契丹人反抗完颜亮的暴政发动起义，撒八被推举为首领，当时枢密使仆散忽土、北京留守萧赜、西京留守萧怀忠皆以征讨无功而被完颜亮诛杀。于是完颜亮封纥石烈志宁为北面副统，与都统白彦敬从金北京临潢、泰州三路军马讨伐，当金军打到北京临潢府附近之时，完颜亮已经亲率部队渡过淮河打入宋境。义军首领撒八率军西撤的路上，起义军内部发生了分歧。撒八主张投奔西辽反金，而原居山前（今河北大清河以北、内长城以南地区）的契丹人都不愿意远行，主张回军去占领契丹人的故乡临潢。于是，六院节度使移剌窝斡和兵官陈家杀撒八，拘捕了老和尚与孛特补等。窝斡自任都元帅，领兵东还，回到临潢府东南的新罗察（今内蒙古巴林左旗东南）驻营。 此时留守北方的葛王完颜雍乘此时机决定自立，纥石烈志宁和白彦敬知道了完颜雍的志向之后决定暗中调集部队与会宁尹完颜蒲速赉、利涉军节度使独吉义，去剿灭完颜雍。不久，完颜雍继位，是为金世宗。于是金世宗派遣完颜谋衍和移剌曷补为首的使团前去两人的军中招降，但是白彦敬和纥石烈志宁杀了使团中的九名使者。于是金世宗以完颜谋衍为帅去讨伐纥石烈志宁和白彦敬，两人此时麾下的士兵士气低落，不想战斗，眼看就要哗变，两人无奈投降。金世宗就对着两人问道：“正隆暴虐，人望既绝，朕以太祖之孙即大位。汝杀我使者，又不能为正隆死节，恐为人所图，然后来降。朕今杀汝等，将何辞？”白彦敬未有以对，纥石烈志宁上前奏曰：“臣等受正隆厚恩，所以不降，罪当万死。”金世宗回答：“汝辈初心亦可谓忠于所事，自今事朕，宜勉忠节。”
金世宗派契丹人移剌扎八前往招降。扎八见窝斡兵强马壮，决定归附起义军。窝斡领兵攻打临潢府，擒金总管移室懑。起义军发展到五万人。十二月，窝斡称皇帝，建年号“天正”。于是金世宗派遣右幅元帅完颜谋衍去讨伐，而纥石烈志宁被封为临海军节度使，都统右翼军去讨伐契丹义军。不久，金军在长泺击败义军，义军朝西败走。金军一路追击到霿松河，此时义军已经先行渡河，在对岸结阵，并且捣毁了渡河的舟桥。于是金军与契丹义军沿着河流对峙着，纥石烈志宁当机立断，让一支部队与义军隔河对峙为疑兵，自己与万户夹谷清臣等另率一支队伍沿着河流去找另外的渡河口。金军在下流一个水流相对平缓的地方徒步涉水渡过河流，霿松河宽大无码头，泥泞非常，于是士兵用柳树枝来填塞河流，使得金军全部顺利渡河。
于是金军继续进发，来到平地，夹谷清臣命令将士们休整，此时契丹义军突然来袭，金军连忙应战，义军居高临下，分三路进攻金军的军阵，金军利用阵型与义军激战，战斗中纥石烈志宁的手臂被义军弓箭射中，但仍镇定指挥。于是义军在上风口放火，想要用烟熏攻击金军，这时候金军的前面的步兵也到达战场投入战斗，双方大战数十回合，分不出胜负，而义军点燃的上风口的火越烧越大，浓烟凭借着大风吹像金军，金军很多士兵眼睛睁不开，眼看金军就要支持不住，这时候天下暴雨，烟火被雨浇湿，无法发挥作用，金军乘势反攻，大败义军。义军退后，金军主帅完颜谋衍，右监军完颜福寿决定休整，暂缓进攻，但是金军的暂缓使得本来有些扭转的局面又恶化开来。于是左丞相仆散忠义自请讨贼，于是金世宗由仆散忠义代替完颜谋衍，而纥石烈志宁因为战功代完颜福寿，金世宗又派遣使蒲察通至军中宣谕，封纥石烈志宁为定国公。
当世，义军已经到达金懿州边界，攻陷了灵山、同昌、惠和三个县城，威胁金北京城。恰在此时，金北京城外的土河因降雨涨水，义军不得渡河，于是向西边的三韩县移动。纥石烈中宁率金军不断追击，统帅仆散忠义在花道与义军接触，但首战失利，但义军看到金军援军不断赶到也不去追击。继续向西逃去。当时，金军人困马乏，也不去追击，于是停下来休整。这时，纥石烈志宁捕获了义军的探马得知一个情况，义军首领窝斡在指挥上出现了错误。他分起义军精锐以自随，以老弱兵等保护老小和辎重，分道转移，约定在山后（今山西、河北两省内外长城之间地区）会齐，从而分散了兵力，给金军造成了可乘之机。纥石烈志宁决定发动进攻，袭击义军的辎重部队，仆散忠义也同意这个计划。
于是金国越过移马岭，来到袅岭西陷泉。义军见左翼金军占据南冈山列阵，不敢攻击，金军右翼万户乌延查剌出去与义军接战，不久纥石烈志宁与夹谷清臣等人赶到一起夹击，义军大败涉水而逃。首领窝斡母亲徐辇举营由落括冈朝西逃去，纥石烈志宁率军追及，俘虏义军五万人，缴获物资牛羊不计其数，一些义军投降。首领窝斡败走想要进入奚人的领地，半路上在七渡河又被金军击败，窝斡越过浑岭逃入奚人地方。金军再追击途中抓获义军将领稍合住，但是纥石烈志宁没有杀害，利用高官厚禄将其降服，于是稍合住愿为内应为金军效力，以抓获窝斡为投名状。于是稍合住找到进入奚人的领地找到窝斡，并对其说道：“陷泉之战的失利是因为奚人有异志，大王不可受到奚人的蛊惑啊。”于是窝斡开始疏远奚人，而窝斡手下的士兵因为连续败仗，心志发生动摇，于是稍合住抓住时机与义军另一位将领独斡乘义军混乱之际抓住窝斡，向金军右都监完颜思敬投降。金军继续追击义军的残部，在燕子秋夺取义军所养的马匹，并在抹拔里达之地抓获所有义军。至此，北方契丹起义被平定。纥石烈志宁入朝，金世宗封其为左副元帅，赐以玉带。

## 对宋战与和
北方平定之后，金世宗派遣纥石烈志宁来经略对南宋的战事，纥石烈志宁驻军睢阳，仆散忠义驻军汴梁，节制驻军。当时宋将黄观察占据蔡州，杨思占据颍昌，于是纥石烈志宁派遣完颜王祥攻占蔡州，黄观察逃回宋境，完颜襄攻占颍州，抓获杨思。南宋隆兴元年（1163年）三月，金左副元帅纥石烈志宁致书南宋枢密使张浚，要求“凡事一依（金）皇统以来旧约（按指“绍兴和议”）”，并索取“侵地”和贡赋。南宋关于地位平等和重议划分疆界的要求，遭到金世宗的完全拒绝，宋金之战势所难免。而宋金早在在川陕因为史浩等人错误估计形势，宋孝宗命令已经收复陕西三路十三座州军的吴璘班师，导致吴璘军被金军偷袭损失惨重，陕西复失。”是时，南宋得到窝斡党人括里、紥八，用其谋攻灵璧、虹县，都统奚挞不也叛入于宋，遂陷宿州。括里等对宋将说道：“北人恃骑射，战胜攻取。今夏月久雨，胶解，弓不可用。”
1163年（宋隆兴元年，金大定三年）四月，在宋孝宗的支持下，张浚合兵八万，有屯扎濠州的李显忠军和屯驻四周的邵宏渊军。五月，李显忠邵宏渊奉命率军六万，号称二十万分别渡淮北上，宋金战争再次爆发。战争最初对宋军十分有利，宋军攻下了灵壁，虹县等地。于是李显忠继续领兵攻打重镇宿州，宿州守将乌林答剌撒、万户温迪罕速可、裴满娄室不遵守坚壁清野守城待援的军令，出城抗击宋军，被宋军打得大败而逃。李显忠军首先攻下宿州北门，邵宏渊军继进，经过激烈巷战，又杀敌数千，攻占宿州，金宿州防御使乌林答剌撤等率残军北逃。但是此时李显忠因为收复宿州显得骄傲自满，每日与将士们饮酒作乐。宋军迅速攻占灵璧、虹县、宿州，也震动了金世宗，随即派中使督战，金国大将纥石烈志宁率领万余人从睢阳反攻宿州。金世宗派人督军，纥石烈志宁对督军说道：“请圣上不用担心战事，我担心的是李显忠跑了。”宿州城内，李显忠听闻金军只有万余人来进攻，有产生轻敌的思想，说道：“金兵就这点人马，我们就是十个人抓一个人了。”一些金国降将看到金军的旗帜，发现是纥石烈志宁，就提醒李显忠说道：“此次领军的是纥石烈志宁，请大帅不要轻敌。”1163年，5月20日，金军前锋抵达宿州，纥石烈志宁看到宿州城坚，于是下令，令一部分军队举起旗帜在宿州城西为疑兵迷惑宋军，又令三猛安在城南，而纥石烈志宁亲率中军在宿州城东南，断宋军的归路。宿州城中，李显忠看到城西的金兵旌旗蔽野 ，就认为金兵主力在城西，又发现城南兵少于是先打掉城东南的金兵。于是李显忠点齐兵马数万，手指盾牌，背城列阵，兵阵外围用拒马来防御金国的骑兵。宋军先派遣一小将率三千余人出东门攻打金军前锋，金军让开一条路让宋军攻入，宋军不知是计，冲入金军阵中，然后金军迅速合围。金军万户蒲查击败这只宋军，于是金军以万户夹谷清臣为前锋，率部队捣毁宋军的拒马，杀入宋军阵中，宋军没有防备，大乱，金军乘势进攻，一直追杀宋军至宿州城下，宋军退回宿州城。
这天晚上，宋将李显忠想要处置白天打败仗的将领，宋军都统制常吉害怕被杀害，就来投奔金军，于是金军知道了城中宋军的虚实。第二天，李显忠整军再战，这一次宋军将骑兵列阵与前，为应对这种局面，纥石烈志宁与夹谷清臣两面夹击，李显忠的别将以骑兵五千多人与夹谷清臣相遇，两宋不断厮杀，金军不断发动进攻，宋军不敌，不能首尾不能接应，纥石烈志宁亲率中军发动进攻，宋军大败，自相踩踏不计其数，尸体相互枕靠在一起，宋军争相退回宿州，城门为之淤塞，一些宋军士兵沿着城门的边缘爬上城墙，金军于是朝爬上城墙的宋军士兵射箭，很多宋军士兵摔下城墙而死。当夜，中军统制周宏、邵世雄（邵宏渊之子）等将领率所部逃走，李显忠迫不得已，只能退回城中固守。此时又有一些统制官见两帅之间有矛盾，也乘乱逃走，溃兵自相践踏，伤亡累累。次日，金军乘机攻城，李显忠率本部士兵竭力抵抗，杀敌两千余人，李显忠亲自率领士兵手执大斧在城墙上厮杀，好不容易打退金军又一次进攻。此时邵宏渊宣称：“金已添生力军二十万来，倘不南返，恐有不测之祸。”李显忠知邵宏渊已无固守之心，兵势已去，难以独支，便同意撤军。于是宋军连夜开南门南归，金军得知宋军南逃，即率军占领宿州，命令夹谷清臣统兵追击。士气低下的宋军士兵、民夫等十三万人在符离被金军追上，宋军大败，军器物质全部丢失，李显忠和邵宏渊仅以身免，史称“符离之败”。
“符离之败”，宋廷大震，不仅挫折了南宋抗金派的意志，主和派开始抬头，议和活动又开始进行。但是在南宋的主和主战争论不下的时候，南宋宰相汤思退要求纥石烈志宁发兵攻打宋朝以战促和。仆散忠义移军泰和，纥石烈志宁移军临涣，于是渡过淮河攻打南宋，徒单克宁取盱眙、濠、庐、和、滁等州。金军再次入侵的消息传到临安，江南大震，宋孝宗于是决意请和。两方使者多次往来，终于签订和议。
1165年一月，宋金两国重新签订和议，因在宋隆兴年间，史称“隆兴和议”合约内容为：
一、宋金为叔侄之国，金为叔、宋为侄，宋不再向金称臣。
二、宋朝每年给金的“岁贡”改称“岁币”。岁币为每年银绢各二十万两匹，比绍兴和议时每年少五万两匹。
三、南宋交还先前攻占的海州、泗洲、邓州、秦州、商州等地，宋金疆界恢复战争前的状态。
和议签订之后，纥石烈志宁还军睢阳，金世宗赐予他御服、玉佩刀、通犀御带。并且对慰劳将士下诏曰：“灵璧、虹县、宿州兵士死者，朕实闵焉。宜归葬乡里，官为赍送，人赙钱三十贯。”凤翔尹孛术鲁定方以下猛安谋克，官为致祭。定方赙银五百两、重彩二十端，猛安三百贯，谋克二百贯，蒲里衍一百贯，权猛安二百贯，权谋克一百五十贯，权蒲里衍七十贯。

## 入主中枢
大定五年（1165年）三月，仆散忠义回中都朝见金世宗，纥石烈志宁驻军南京汴梁。五月，纥石烈志宁也召至中都，拜平章政事，左副元帅如故。不久纥石烈志宁复还军，金世宗赐玉束带，上曰：“卿壮年能立功如此，朕甚嘉之。南服虽定，日月尚浅，须卿一往规画。”
大定六年（1166年）二月，纥石烈志宁回京，拜为枢密使。
大定七年（1167年）十一月八日，正好金世宗皇太子完颜允恭生日，在东宫赐宴，纥石烈志宁奉觞祝寿，金世宗非常高兴，对太子说道：“天下无事，吾父子今日相乐，皆此人力也。”于是命令太子完颜允恭取御前玉大杓酌酒，亲自给纥石烈志宁敬酒，并且赐予玉杓及黄金五百两。还以金世宗十四女下嫁纥石烈志宁儿子诸神奴，
大定八年（1168年）十月，南宋进献岁币，金世宗宴百官于庆和殿。皇女以妇礼谒见，纥石烈志宁夫妇坐而受之，欢饮终日，一直到深夜才停止。
大定九年（1169年），纥石烈志宁拜右丞相。
大定十一年（1171年），蒙古犯边，纥石烈志宁代宗叙北征蒙古。还军之后，金世宗遣使者迎劳，赐以弓矢、玉吐鹘。纥石烈志宁入中都见金世宗，金世宗慰劳良久，封其为广平郡王，复遣使就第慰劳之。
皇太子生日，宴群臣于东宫，以玉带赐志宁，上曰：“此梁王宗弼所服者，故以赐卿。”郊祀覃恩，从征护卫，皆有赐，进封金源郡王。
大定十二年（1172年），纥石烈志宁有疾，中使去看问，日三四辈。疾病越来越重，赐金丹三十粒，诏曰：“此丹未尝以赐人也。”使者至，纥石烈志宁已经不能说话了，但还是点头表示理解。四月丙寅日（5月22日），纥石烈志宁病死。金世宗为其辍朝，看望其遗孀，一步一步哭着走入纥石烈志宁的住宅，哀动左右。安葬的时候，金世宗亲自主持，见到纥石烈志宁身前的铠甲放在灵柩前面，复恸哭之。于是金世宗赐予银千五百两、重彩五十端、绢五百匹，葬事祠堂，皆从官给，谥号武定。
大定十五年（1175年），绘纥石烈志宁图像放于衍庆宫。

## 评价
志宁临敌，身先士卒，勇敢之气，自太师梁王未有如此人者也。

## 延伸阅读
[在维基数据编辑]
 《金史·卷87》，出自脱脱《遼史》